# Aéroport de Porto Santo
L'aéroport de Porto Santo est un aéroport de l'île de Porto Santo situé à Vila Baleira, dans l'archipel de Madère.

## Histoire
La construction de l'aéroport de Porto Santo a débuté en 1959. Orientée dans le sens Nord-Sud, avec un tarmac en terre et un petit terminal passager avec des caractéristiques provisoires, la piste était longue de 2 000 mètres.
Le premier avion à atterrir a été un Douglas DC-4 de la TAP Air Portugal le 20 juillet 1960.
Au fil des années des améliorations ont été faites sur cette plateforme aéroportuaire, utilisée par l'OTAN comme base aérienne secondaire :
- longueur de la piste portée à 2 440 mètres puis à 3 000 mètres ;
- tarmac agrandi ;
- nouveau terminal ;
- nouvelle tour de contrôle ;
- radar d'appui pour le trafic aérien régional.

## Situation

### Carte des aéroports portugais
| \| 30 km1:2 133 000 \| Faro Lisbonne Porto Nouvel Aéroport de Lisbonne |
| 30 km1:2 133 000                                                       |

| 30 km1:2 133 000 |

| Porto Santo Madère |

| \| 30 km1:1 849 000 \| Ponta Delgada Flores Horta Santa Maria Terceira Pico São Jorge Corvo Graciosa |
| 30 km1:1 849 000                                                                                     |

| 30 km1:1 849 000 |

## Statistiques
Pour des raisons techniques, il est temporairement impossible d'afficher le graphique qui aurait dû être présenté ici.

Voir la requête brute et les sources sur Wikidata.

## Compagnies et destinations
| Compagnies         | Destinations                                        |
| ------------------ | --------------------------------------------------- |
| AlbaStar           | En saison: Bergame-Orio al Serio                    |
| Binter Canarias    | Madère-C. Ronaldo                                   |
| easyJet            | Lisbonne-H. Delgado En saison: Porto-F. Sá-Carneiro |
| Eurowings Discover | En saison: Francfort                                |
| TAP Air Portugal   | En saison: Lisbonne-H. Delgado                      |
| TUI Airways        | En saison: Londres-Gatwick, Manchester              |

Misa à jour le 22/01/2023